# Flo (gruppo musicale)
Le Flo (rese graficamente come FLO) sono un gruppo musicale femminile britannico formatosi a Londra nel 2019 e sotto contratto con le etichette Island e Republic Records. 
Dopo aver conquistato forti apprezzamenti da parte della critica specializzata, le Flo sono diventate il primo gruppo nella storia ad aggiudicarsi il BRIT Award come miglior artista emergente, seguito immediatamente dopo dalla vittoria del sondaggio Sound of... indetto dall'emittente britannica BBC.

## Storia del gruppo
Il gruppo nasce nel 2019, dopo che Stella Quaresema e Renée Downer (ai tempi colleghe universitarie) scoprono Jorja Douglas da alcuni video postati da quest'ultima sulla rete sociale. Nel 2022 pubblicano il singolo Cardboard Box con l'etichetta discografica Island Records; prodotto da MNEK, il brano incontra immediatamente il favore della critica rientrando nelle classifiche delle migliori canzoni dell'anno stilate da Billboard, Complex UK, NME e The Guardian.
Dopo aver pubblicato un EP dal vivo come esclusiva per la piattaforma Apple Music, nel luglio 2022 il gruppo pubblica il suo primo progetto in studio The Lead, che ottiene un ottimo responso da parte della critica. Nei mesi successivi le Flo intraprendono un'attività concertistica ed eseguono le loro prime esibizioni televisive sia nel Regno Unito che negli Stati Uniti d'America. Nel dicembre 2022 viene annunciata la loro vittoria del premio come miglior artista emergente nell'ambito dei BRIT Awards 2023, diventando il primo gruppo ad aver mai ottenuto questo riconoscimento.
Nel gennaio 2023 risultano vincitrici dell'annuale sondaggio indetto dalla BBC Sound of... e collaborano con il rapper Stormzy in un remix del brano di lui Hyde & Seek. Due mesi più tardi, il 23 marzo, il gruppo pubblica l'inedito Fly Girl in collaborazione della rapper statunitense Missy Elliott.
Il singolo, che utilizza un campionamento del successo di Elliot Work It (2002), ha raggiunto la 38ª posizione della classifica dei singoli britannica, attestandosi come il loro brano con il miglior posizionamento in patria.
A fine marzo, ha avuto inizio da Londra il Flo Live, primo tour del gruppo che le vede esibirsi in Regno Unito e Nord America attraverso nove concerti che hanno registrato il tutto esaurito.

## Stile musicale e influenze
Lo stile musicale espresso dalle Flo rievoca le sonorità R&B tipiche degli anni Novanta e di inizio anni Duemila. 
Le interpreti hanno dichiarato di essere influenzate dai gruppi tutti al femminile delle Destiny's Child e delle Spice Girls, e di considerare anche la cantautrice statunitense H.E.R. come una fonte di ispirazione contemporanea. La formazione musicale ricevuta dalle Flo si concentra essenzialmente sul panorama R&B/soul: i genitori delle tre cantanti le hanno introdotte all'ascolto dei repertori musicali di voci come Aaliyah, Ciara, Amy Winehouse ed Etta James.

## Formazione
- Stella Quaresema – voce (2019-presente)
- Jorja Douglas – voce (2019-presente)
- Renée Downer – voce (2019-presente)

## Discografia

### Album in studio
- 2024 – Access All Areas

### EP
- 2022 – Apple Music Home Session: FLO
- 2022 – The Lead
- 2023 – 3 of Us

### Singoli
- 2022 – Cardboard Box
- 2022 – Immature
- 2022 – Summertime
- 2022 – Losing You
- 2023 – Fly Girl (con Missy Elliot)
- 2024 – Walk Like This
- 2024 – Caught Up
- 2024 – Check
- 2024 – Bending My Rules

### Collaborazioni
- 2023 – Hide & Seek (Flo Remix) (Stormzy feat. Flo)
- 2024 – 8 (Remix) (Kehlani feat. Flo)

## Tournée
- 2023 – Flo Live